# Nguyễn Thị Anh Nhân
Nguyễn Thị Anh Nhân (sinh 1938) là đại biểu Quốc hội Việt Nam khóa 11, thuộc đoàn đại biểu Hà Nội.